# Comunità montana Campo Imperatore-Piana di Navelli
La Comunità montana Campo Imperatore-Piana di Navelli (zona B) era una comunità montana istituita con la Legge regionale 22 aprile 1976, N. 14 della Regione Abruzzo, che ne ha anche approvato lo statuto.

## Descrizione
Traeva il suo nome dalle due macroaree di Campo Imperatore e dell'Altopiano di Navelli, aveva sede nel comune di Barisciano e comprendeva diciassette comuni della provincia dell'Aquila. Accorpata alla Comunità montana Montagna di L'Aquila dopo una riduzione delle comunità montane abruzzesi, passate da 19 ad 11 nel 2008, la Regione Abruzzo ha poi abolito la nuova Comunità montana insieme a tutte le altre comunità montane nel 2013.

### Comuni

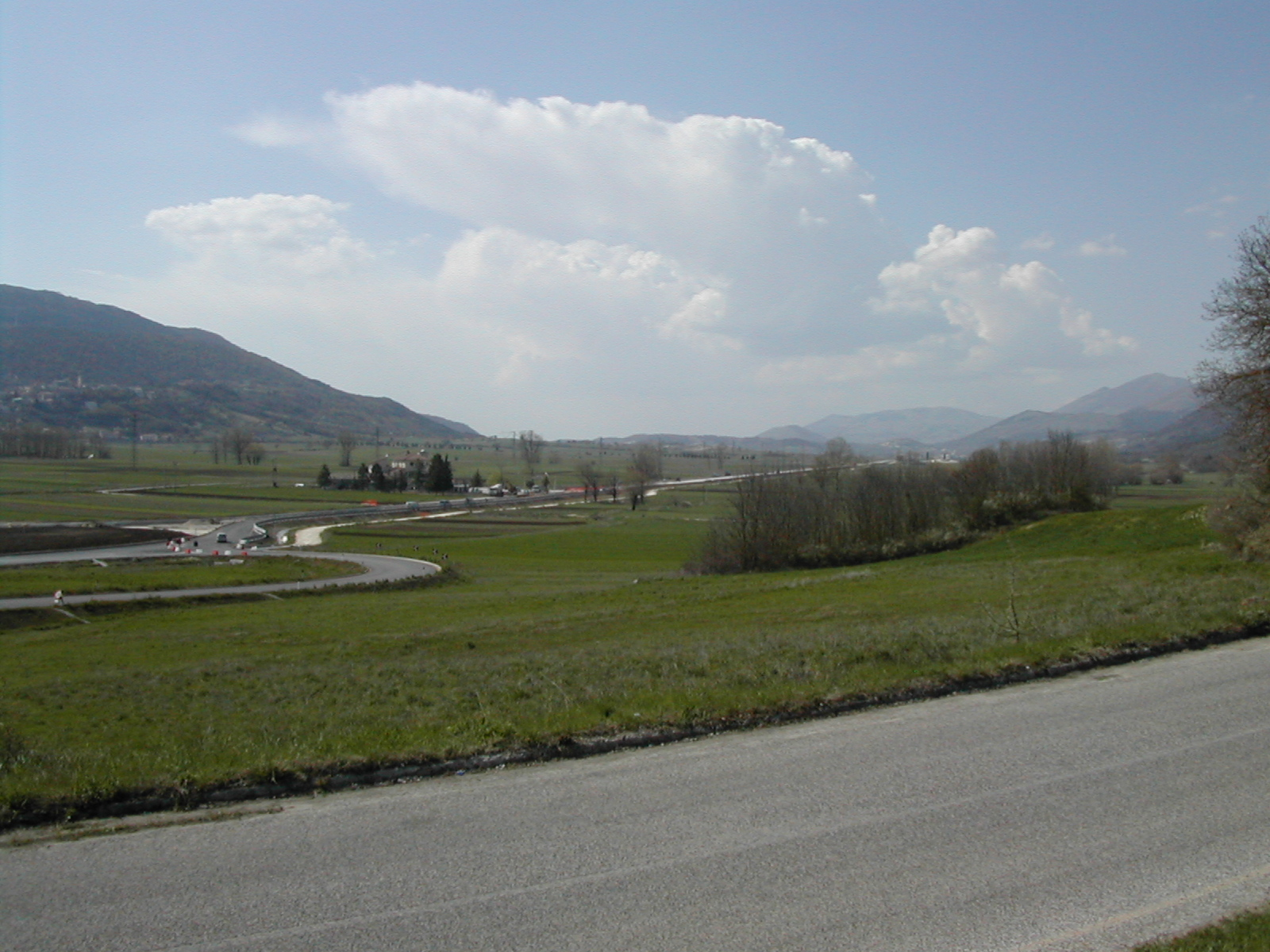
La Piana di Navelli

- Barisciano
- Calascio
- Capestrano
- Caporciano
- Carapelle Calvisio
- Castel del Monte
- Castelvecchio Calvisio
- Collepietro
- Navelli
- Ofena
- Poggio Picenze
- Prata d'Ansidonia
- San Benedetto in Perillis
- San Demetrio ne' Vestini
- San Pio delle Camere
- Santo Stefano di Sessanio
- Villa Santa Lucia degli Abruzzi